# متحف ليفربول
متحف ليفربول (بالإنجليزية: Museum of Liverpool)‏ هو متحف يقع في مدينة ليفربول، كأحدث إضافة لمتاحف ليفربول الوطنية وأفتتح في سنة 2011 ليحل محل متحف حياة ليفربول. يحتوي المتحف على أثار تتكلم عن تاريخ ليفربول وشعبها إلى تنوعها البيئي.

## وصلات خارجية
- الموقع الرسمي